# Jérôme Havlik
Jérôme Havlik est un rameur d'aviron français.

## Carrière
Jérôme Havlik remporte la médaille de bronze en deux de pointe avec Pierre Rivière aux Championnats d'Europe d'aviron 1947 à Lucerne.